# Mega Man 11
Mega Man 11, conosciuto in Giappone come Rockman 11 (ロックマン11 運命の歯車!!?, Rokkuman 11: Unmei no Haguruma!!, lett. "Rockman 11: Ingranaggi del destino"), è l'undicesimo capitolo della serie Mega Man. Il videogioco è stato annunciato da Capcom nel dicembre 2017, in occasione del trentennale della saga. Il gioco è stato pubblicato il 2 ottobre 2018 per Xbox One, PlayStation 4, Nintendo Switch e Microsoft Windows. Il character design dei personaggi è affidato a Yūji Ishihara.